# Rossana Paliaga
Rossana Paliaga, muzikologinja, publicistka, kulturna delavka, * 18. maj 1974, Trst.

## Življenje in delo
Rossana Paliaga se je rodila v Trstu, oče je bil Giuseppe, mati Sonja Terčon. Po obveznem šolanju je maturirala leta 1993 v Trstu, diplomirala je na Univerzi v Trstu (zgodovina glasbe) in na italijanski šoli glavnega državnega arhiva v Trstu . Nato je študirala še klavir in solopetje, da bi lahko postala čim boljša muzikologinja in kritičarka. V  državno novinarsko zbornico je vpisana od leta 2004. V Slovenskem stalnem gledališču v Trstu je vodja marketinga in odgovorna za stike z javnostmi .
Rossana Paliaga je že od otroštva prepevala v otroškem zboru Vesela pomlad, kasneje pa je prepevala v tercetu Ver Laetum (vesela pomlad v latinščini), s katerim so izpeljali marsikateri glasbeni projekt.
Rossana Paliaga je vsestranska ustvarjalka in promotorka slovenske kulture na Tržaškem. Vpeta je skoraj v vsa slovenska društva, klube in medije, ki na tem občutljivem področju ohranjajo slovenstvo. Aktivna je v društvu Prijateljev opere, pri Glasbeni matici Trst, novinarka Primorskega dnevnika  in Radia Trst A, aktivno sodeluje pri mnogih časnikih in revijah na evropskem nivoju, redno sodeluje z zborovsko revijo Naši zbori  Javnega sklada Republike Slovenije za kulturne dejavnosti (JSKD), sodelovala je tudi s francosko zborovsko revijo in z evropsko revijo ECA (European Choral Association), kjer je bila v uredniškem odboru, je tudi v uredniškem odboru revije Choraliter (ki jo izdaja Feniarco - Federazione Nazionale Italiana Associazioni Regionali Corali - Italijanska državna zveza deželnih združenj pevskih zborov) in revije Choralia (ki jo izdaja USCI FVG - Unione società corali FVG - Zveza pevskih društev Furlanije - Julijske krajine), piše za dnevnik Il Piccolo iz Trsta , za tednik Novi glas , za Koledar Goriške Mohorjeve družbe  in še marsikje . Kot novinarka in predavateljica pa se najraje ukvarja z operno glasbo in pevskimi zbori .
Leta 2018 so Rossani Paliaga zaupali predsedstvo ZCPZ - Zveze cerkvenih pevskih zborov v Trstu , kjer je bila že mnogo let v upravnem odboru . Na zadnjem občnem zboru Zveze leta 2023 so potrdili njeno predsedstvo .